# Bursa ranelloides
Bursa ranelloides är en snäckart som först beskrevs av Reeve 1844.  Bursa ranelloides ingår i släktet Bursa och familjen Bursidae.

## Underarter
Arten delas in i följande underarter:
- B. r. ranelloides
- B. r. tenuisculpta